# Josep Forment
Josep Forment   (Bossòst, 1962 - Barcelona, 9 de juliol de 2014) fou un editor i traductor català d'origen occità.

## Biografia
Nascut a la Vall d'Aran i fill de mare francesa, va estudiar Filosofia i Direcció Cinematogràfica, tot i que va centrar la seva activitat professional en el sector editorial com a comercial i editor (Ediciones B, La Magrana, El Andén), i sobretot a l'editorial Alrevés, en la qual va treballar des del seu inici. Era un especialista en Arthur Rimbaud, de qui havia traduït les seves obres completes i diversos assaigs, Arthur Rimbaud, La belleza del diablo (2009) i Arthur Rimbaud, Poesía al raso (2011). Va col·laborar amb l'emissora Ràdio 4. Com a escriptor va publicar un poemari propi, un llibre de relats i una novel·la. Estava casat i tenia un fill. També va difondre l'obra de Jean-Jacques Lafaye i Víctor del Árbol, així com clàssics com Chrétien de Troyes.